# Vesicularia fasciculata
Vesicularia fasciculata is een mosdiertjessoort uit de familie van de Vesiculariidae. De wetenschappelijke naam van de soort is voor het eerst geldig gepubliceerd in 1953 door Soule.